# M21 (fusil)
 (avril 2023).
La mise en forme du texte ne suit pas les recommandations de Wikipédia : il faut le « wikifier ».
Les points d'amélioration suivants sont les cas les plus fréquents. Le détail des points à revoir est peut-être précisé sur la page de discussion.
- Les titres sont pré-formatés par le logiciel. Ils ne sont ni en capitales, ni en gras.
- Le texte ne doit pas être écrit en capitales (les noms de famille non plus), ni en gras, ni en italique, ni en « petit »…
- Le gras n'est utilisé que pour surligner le titre de l'article dans l'introduction, une seule fois.
- L'italique est rarement utilisé : mots en langue étrangère, titres d'œuvres, noms de bateaux, etc.
- Les citations ne sont pas en italique mais en corps de texte normal. Elles sont entourées par des guillemets français : « et ».
- Les listes à puces sont à éviter, des paragraphes rédigés étant largement préférés. Les tableaux sont à réserver à la présentation de données structurées (résultats, etc.).
- Les appels de note de bas de page (petits chiffres en exposant, introduits par l'outil «  Source ») sont à placer entre la fin de phrase et le point final[comme ça].
- Les liens internes (vers d'autres articles de Wikipédia) sont à choisir avec parcimonie. Créez des liens vers des articles approfondissant le sujet. Les termes génériques sans rapport avec le sujet sont à éviter, ainsi que les répétitions de liens vers un même terme.
- Les liens externes sont à placer uniquement dans une section « Liens externes », à la fin de l'article. Ces liens sont à choisir avec parcimonie suivant les règles définies. Si un lien sert de source à l'article, son insertion dans le texte est à faire par les notes de bas de page.
- La présentation des références doit suivre les conventions bibliographiques. Il est recommandé d'utiliser les modèles {{Ouvrage}}, {{Chapitre}}, {{Article}}, {{Lien web}} et/ou {{Bibliographie}}. Le mode d'édition visuel peut mettre en forme automatiquement les références.
- Insérer une infobox (cadre d'informations à droite) n'est pas obligatoire pour parachever la mise en page.

Pour une aide détaillée, merci de consulter Aide:Wikification.
Si vous pensez que ces points ont été résolus, vous pouvez retirer ce bandeau et améliorer la mise en forme d'un autre article.
Pour les articles homonymes, voir M21.
Le M21 Sniper Weapon System (SWS) de l'armée américaine est un fusil M14, sélectionné pour sa précision et renommé fusil M21 Le M21 utilise une lunette à grossissement variable 3–9× achetée dans le commerce et modifiée pour être utilisé avec le fusil de précision. Il est chambré pour la cartouche OTAN 7,62 × 51 mm.

## Aperçu général

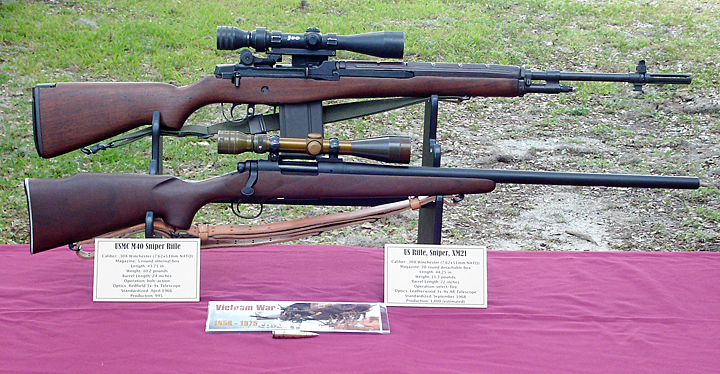
Fusils de précision de l'époque de la guerre du Vietnam, XM21 de l'US Army (en haut) et M40 de l'USMC (en bas)

L'utilisation de " tireurs d'élite " (ou tireurs de précision) peut être retracée dans l'histoire militaire américaine depuis l'époque de la guerre d'indépendance de 1775-1781. Chaque action militaire américaine depuis cette époque a nécessité les aptitudes particulières de tels soldats. De 1955 à 1956, l'unité de formation au tir de précision de l'armée américaine a entrepris un programme pour «réitérer les leçons apprises» des guerres passées. Cependant, ce programme a été de courte durée, car la pensée stratégique militaire dominante d'alors envisageait alors tout conflit futur comme nucléaire, avec une défaite ou une victoire décidée en seulement quelques heures.
Avec l'adoption du fusil M14 au sein des forces armées, aucune disposition particulière n'a été prise pour modifier certains M14 en fusil de précision, et la désignation d'un tireur d'élite dans chaque escouade de fantassins a été interrompue. Cependant, le conflit au Viêt Nam a rapidement ravivé le besoin de tireurs d'élite. Bien qu'aucune organisation n'ai autorisée les unités de tireurs d'élite, les unités d'infanterie ont alors formé et déployé des tireurs d'élite en nombre limité, en fonction des besoins. Les tireurs de précision étant alors devenu facultatifs, ils n'étaient formés qu'a leur arrivée dans leur division d'affectation, au Sud-Vietnam. Ainsi, pendant la guerre du Vietnam, les Marines américains ont reçu des fusils de chasse à verrou, et les soldats américains ont été dotés de fusils XM21.
L'arsenal de Rock Island a ainsi converti 1 435 M14 de grande qualité, ajoutant une lunette de tir Redfield 3-9x (ART) dérivée d'un modèle civil, et fournisant des munitions de qualité supérieure 7,62 Lake City Long Range XM-118. La lunette ART, conçue par le sous-lieutenant James Leatherwood de l'armée américaine, combinait télémétrie et compensation de la chute de balle. Cette innovation dans le domaine de la visée est venue juste à temps, alors que l'armée américaine s'est retrouvée à perdre de nombreux soldats sous le feu des tireurs d'élite du Viet Cong, qui avaient l'avantage d'un terrain très difficile.
Cette version, désignée sous le nom de XM21, avait une crosse en noyer spécialement sélectionnée et a été mise en service pour la première fois au second semestre 1969. Une version améliorée avec une crosse en fibre de verre, désignée M21, est apparue en 1972. Le M21 est resté le principal fusil de précision de l'armée jusqu'en 1988, date à laquelle il fut remplacé par le M24 ; Cependant, certains M21 ont été remis en état et utilisés pendant la guerre en Irak,.
En utilisation militaire classique, le M21  pèse 5,27 kg sans la lunette, et utilise un chargeur de 20 cartouches comme les autres membres de la famille M14. L'armée américaine n'a jamais officiellement autorisé ou acheté des chargeurs d'un autre type, bien que des chargeurs à 5 et 10 cartouches soient disponibles.
Le M21 a été critiqué par une publication interne de Fort Benning en 1989, avertissant que "le M21 [...] ne peut pas être maintenu dans des conditions de terrain, et sa conception rigide le rend très sensible aux dysfonctionnements", notamment en raison du fait que sa lunette n'est pas facilement amovible en cas de besoin et de la crosse en fibre de verre qui rendait le démontage sur le terrain problématique.

### M21A5 "Cheval fou"
L'objectif du projet du fusil Crazy Horse était d'offrir aux unités militaires actuelles un programme de modernisation fiable et rentable pour équiper les Squad Designated Marksmen (SDM, tireurs de précisions intégrés dans chaque escouade d'infanterie) en utilisant les fusils M14 existants en inventaire. Le fusil Crazy Horse a été conçu en collaboration avec Picatinny et l'école d'infanterie de l'armée américaine.
Le fusil Crazy Horse est construit par Smith Enterprise Inc. et est utilisé par diverses unités au sein de l'armée américaine, en tant que M21A5 ou M14SE. Les composants métalliques du Crazy Horse sont traités cryogéniquement avant l'assemblage, ce qui élimine le besoin de recouvrir la crosse avec des inserts en fibre de verre et en acier. Les améliorations supplémentaires incluent une pression de détente entièrement réglable (de 2,5 à 5 lb sur la queue de détente) et un levier d'armement allongé, pour une utilisation avec gants dans des environnements froids.
La chambre usinée à la main à l'aide d'alésoirs spécialement conçus pour la cartouche M118LR. Smith Enterprise Inc. est le seul constructeur de fusils civils à utiliser ces alésoirs. Le système d'emprunt des gaz est durci par melonite. Le piston à gaz est chromé dur, aux tolérances, pour assurer un ajustement précis dans le cylindre à gaz durci. Contrairement aux fusils M14 traditionnels, le guidon est monté sur le bloc d'emprunt des gaz plutôt que sur la bouche, pour permettre l'utilisation d'un suppresseur de son à connexion directe qui se monte sur le cache-flamme Vortex. La lunette est montée sur le fusil à l'aide d'un montage de lunette SEI et d'un ensemble d'anneaux fabriqués par électro-érosion (EDM).

## Service
Le fusil XM21 a été délivré aux tireurs d'élite de l'armée américaine pendant la guerre du Vietnam, avec une lunette de tireur d'élite disponible dans le commerce pour une utilisation de jour et une lunette PVS-2 Starlight pour les opérations de nuit. Ces hommes ont été formés dans les camps de base de leurs divisions de l'armée.Par conséquent, si une unité dans le pays était une brigade, un bataillon ou moins, et que cette unité demandait des tireurs d'élite pour ses unités, l'unité requérante devait envoyer sa recrue sélectionnée à la division la plus proche. Le M21 nouvellement désigné a connu  peu d'opérations militaires après la fin de la guerre du Vietnam en 1975. Il malgré tout été utilisé par les Rangers de l'armée américaine lors de l'invasion de la Grenade en 1983.
Il est encore en service en nombre limité dans certaines unités de la Garde nationale et dans quelques unités actives spécialisées telles que les unités OPFOR du Joint Readiness Training Center. Le XM21 a servi de 1969 à 1975, et le M21 a officiellement servi en tant que fusil de précision principal de l'armée de 1975 à 1988 jusqu'à l'introduction du M24, qui supplanta le M21 dans les bataillons de Rangers en 1990. Cependant, de nombreuses variantes du M14 et du M21 sont revenues en service lors des guerres en Irak et en Afghanistan dans les années 2000.

## Utilisateurs
- Israël
- El Salvador[8]
- Tunisie[9]
- États-Unis
- Panama[10]